# Pär Lagerkvist
Pär Fabian Lagerkvist (23 tháng 5 năm 1891 - 11 tháng 7 năm 1974) là nhà văn, nhà thơ Thụy Điển đoạt giải Nobel Văn học năm 1951.

## Tiểu sử
Ngay từ nhỏ Pär Lagerkvist đã yêu thích văn chương và có ý định trở thành nhà văn. Sau khi tốt nghiệp đại học năm 1912, ông bắt đầu in thơ và truyện. Trong thời kỳ Chiến tranh thế giới thứ nhất ông đi Đan Mạch, Pháp, Ý và sống ở đó nhiều năm. Sáng tác của ông đề cập đến những vấn đề muôn thuở: cái Thiện và cái Ác trong con người. Năm 1925, ông cho ra đời cuốn tự truyện Gäst hos verkligheten (Vị khách của thực tại) mang quan điểm nhân đạo, được viết bằng ngôn ngữ giản dị nhưng mang tính nghệ thuật cao.
Năm 1940, ông được bầu vào Viện Hàn lâm Thụy Điển. Tiểu thuyết Barabbas (1950) là đỉnh cao sáng tác của Lagerkvist, kể lại truyện về nhân vật Barabbas trong Kinh Thánh, ngay lập tức được dịch sang 9 thứ tiếng và được dựng thành phim năm 1962 (Barabbas). Năm sau, nhà văn nhận giải Nobel vì "những tác phẩm mang sức mạnh nghệ thuật và những tìm kiếm câu trả lời cho những câu hỏi muôn đời vẫn đứng trước loài người". Tiểu thuyết Barabbas là tuyệt tác của Lagerkvist về nỗ lực của con người tìm kiếm đức tin, đề cập đến những vấn đề cấp thiết nhất của tồn tại con người một cách hết sức xác thực và dũng cảm. Ngoài văn xuôi, thơ và kịch của ông cũng rất nổi tiếng ở Thụy Điển. Par Lagerkvist mất tại Stockholm.

## Tác phẩm
- Människor (Những con người, 1912), truyện dài
- Järn och människor (Sắt và người, 1915), tập truyện
- Ångest (Nỗi buồn, 1916), thơ
- Den svara stunden (Thời khắc khú khăn I, II, III, 1918), kịch
- Himlens hemlighet (Bớ mật thiên đường, 1919), kịch
- Det eviga leendet  (Nụ cười vĩnh cửu, 1920), truyện dài
- Den lyckliges väg (Con đường của người hạnh phúc, 1921), thơ
- Den osynlige (Người vô hình, 1923), kịch
- Onda sagor (Những truyền thuyết anh hùng đáng sợ, 1924), tập truyện ngắn
- Gäst hos verkligheten (Vị khách của thực tại, 1925), tự truyện
- Hjärtats sånger (Bài ca trái tim, 1926), thơ
- Det besegrade livet (Cuộc sống bị chinh phục, 1927), tự truyện
- Han som fick leva om sitt liv (Người đó sống hết cuộc đời, 1928), kịch
- Vid lägereld (Bên đống lửa, 1932), tập thơ
- Människan utan själ (Người không có tâm hồn, 1936), kịch
- Sång och strid (Thơ và cuộc chiến, 1940), tập thơ
- Dvärgen (Thằng lùn, 1944), tiểu thuyết
- Låt människan leva (Hãy để cho mọi người được sống, 1949), kịch
- Barabbas (1950), tiểu thuyết
- Aftonland (Xứ sở hoàng hôn, 1953), tập thơ
- Sibyllan (1956), tiểu thuyết
- Ahasverus dod (Cái chết của Ahasverus, 1960), tiểu thuyết
- Pilgrim på havet (Người hành hương trên biển, 1962), tiểu thuyết
- Mariamne (1967), tiểu thuyết

## Một số bài thơ
| Trích từ tập "Xứ sở hoàng hôn" Em rồi sẽ trở thành một trong những người thượng cổ Mặt đất sẽ nhớ về em như đất nhớ hoa cỏ, nhớ rừng nhớ những chiếc lá kim. Như đất nhớ như núi đồi nhớ gió. Sự yên lặng của em sẽ như biển, vĩnh hằng. Cuộc đời ta chỉ là khoảnh khắc nếu so với sự tồn tại của linh hồn và trong phút chốc sự giải thoát đã vội vàng trên đôi cánh tới không trung. Như một bông hoa hạnh nhân Người yêu của tôi đẹp dịu dàng Ngọn gió hãy hát lên, ngọn gió Nàng đẹp vô cùng! Như một bông hoa hạnh nhân Làn da trắng, nét trẻ trung Chỉ cơn gió ban mai biết được Nàng đẹp vô cùng. Như một bông hoa hạnh nhân Người yêu của tôi đẹp dịu dàng Nhưng bóng tối xung quanh tôi vây kín Liệu nàng có hạnh phúc ở đây không? Sâu như mất mát Cái gì có thể sâu hơn sự mất mát Cái gì lấp đầy con tim hơn là sự trống trơn Cái gì làm ngập cõi lòng bằng việc đi tìm cái không Em biết đấy mà em chẳng biết. Người ta mang lại cho em sự bình yên ấm áp Cháy trong lửa của em, yên bình trong ngọn lửa của tay em Nhưng hạnh phúc của người đâu so được sự trống vắng của anh và khi em với người ta hòa nhập là chống lại sự cô đơn của anh. Hãy giữ anh bằng bàn tay vô hình Và xin làm ơn – đừng thả Hãy đưa anh qua những cây cầu bình minh Trên miệng vực kinh hoàng Nơi bóng đêm em đang giam giữ. Nhưng làm sao giữ mãi được bóng đêm Và trên cây cầu ít nữa buổi chiều đổ xuống Còn sau đấy – là đêm Và anh, có thể sẽ rất cô đơn. Bạn xa Tôi có bạn xa, người mà tôi không biết Người bạn xa ở bên kia đại dương Tôi quan tâm đến người bạn thường xuyên Bạn là ai – người mà tôi không biết Mà có thể là không có ở trần gian? Bạn là ai, người làm đầy tôi bằng sự không có mặt của mình? Bạn là ai, sự không có mặt kia làm đầy thế giới? Chiếc thuyền của cuộc sống Chẳng bao lâu bạn sẽ chết và không biết bạn đang lướt trên thuyền của cuộc sống đi sang bờ bến khác nơi buổi sáng chờ trên những bãi bồi kia. Đừng hốt hoảng. Đừng sợ giây phút giã từ. Sẽ có một bàn tay cẩn trọng sửa lại cánh buồm cho bạn để lướt như bay từ đêm sang ngày. Bạn đừng lo lắng theo bờ im lặng và bằng con đường nhung của hoa cỏ hoàng hôn. Ước muốn Anh là ngôi sao, phản chiếu ở trong em. Hãy cứ để cho tâm hồn em lặng ngừng. Nếu không thì anh không thể nào phản chiếu. Đấy là nơi trú ẩn của anh. Anh chẳng có gì hơn. Nhưng có thể hồn em cũng lặng yên Bởi ánh sáng của anh vẫn rung trong đó. Tất cả trên đời này là hư không Nhưng có một điều gì đấy lớn lên Như đám mây giữa bấu trời xanh Đang hấp thụ vào mình tất cả. Và ngay trong giờ phút đó Em ngỡ rằng mình quan trọng vô cùng Nhưng phút chốc trở nên mất giá Em ra đi, cát bụi mang theo mình Em cũng là cát bụi. Tất cả trên đời này là hư không Tôi muốn biết Tôi muốn biết – chỉ nhận được câu hỏi Tôi muốn ánh sáng – chỉ được bỏng nhức nhối. Tôi muốn một điều gì đó thật khó tin Nhưng chỉ nhận được cuộc đời như vậy. Tôi tiếc thương mình. Nhưng không ai hiểu tôi muốn gì. Tất cả được trang điểm Tất cả được trang điểm bằng ánh hoàng hôn. Tất cả tình yêu nằm ở trung tâm. bầu trời trong ánh sáng đục trên mặt đất trên ngôi mộ vĩnh hằng. Tất cả thật dịu dàng, bàn tay âu yếm. Chúa Trời làm gần những bờ bến xa xăm. Cái ở xa, ta nhìn thấy thật gần. Tất cả ta được trời ban nhưng chỉ cho ta mượn. Những gì của tôi sẽ lấy về đúng hạn và sắp tới đấy sẽ bị thu hồi. Chỉ vĩnh viễn cỏ cây, mặt đất, bầu trời. Và tôi sẽ lang thang thơ thẩn một mình tôi, không dấu vết trên đời. Bản dịch của Nguyễn Viết Thắng | (ur "Aftonland") Engong skall du vara en av dem som levat fёr lеngesen. Jorden skall minnas dig sо som den minns grеset och skogarna, det multnade lёvet. Sо som myllan minns och sо som bergen minns vindarna. Din frid skall vara o;ndlig sо som havet. Vad еr vaart liv, den korta stunden Vad еr vaart liv, den korta stunden, mot livet som vaar sjel tillhёr, ur tiden lёses den obunden och med sin vinge himlen rёr. Som ett blommande mandeltrеd еr hon som jag har kеr. Sjung du vind, sjung sakta fёr mig om hur ljuvlig hon еr. Som ett blommande mandeltrеd, sо spеd, sо ljus och skеr. Bara du, ёmmaste morgonvind, vet hur ljuvlig hon еr. Som ett blommande mandeltrеd еr hon som jag har kеr. Nеr det nu mёrknar sо tungt omkring mig, kan hon vеl leva hеr? Djupt som saknad Vad еr djupt som saknad. Vad fyller vоra hjеrtan sо som tomhet. Vad uppfyller sjеlens; som lеngtan efter nоgot som inte finns, som den vet inte finns. Andra fоr ro hos dig. Andra brinner i din eld, vilar i dina lеgande armar. Men vad еr deras lycka mot min tomhet, deras glеdande fёrening med dig mot min ensamhet. Hоll mig i din okеnde hand och slеpp mig inte. Fёr mig pо morgonljusa broar ёver de svindlande djup dеr du hоller mёrkret fеngslat. Men mёrkret f;ngslar man inte lеnge. Snart skall det vara afton ёver dina broar och natt. Och kanske skall jag vara mycket ensam. En frеmling En frеmling еr min vеn, en som jag inte kеnner. En frеmling lоngt lоngt borta. Fёr hans skull еr mitt hjеrta fullt av nёd. Fёr att han inte finns hos mig. Fёr att han kanske inte alls finns? Vem еr du som uppfyller mitt hjеrta med din frоnvaro? Som uppfyller hela vеrlden med din frоnvaro? Livsboten Snart еr du dёd och vet ej att du glider pо livets bоt bort mot de andra landen dеr morgon vеntar dig pа dolda strеnder. Oroas ej. Rёds ej i uppbrottstimman. En vеnlig hand lugnt ordnar bоtens segel, som fоr dig bort fron kvеllens land till dagens. Gо utan еngslan ner i strandens tystnad, den mjuka stigen genom skymningsgrеset. Vill Jag еr stjеrnan som speglar sig i dig. Din sjеl skall vara stilla, annars kan jag inte spegla mig i den. Din sjеl еr mitt hem. Jag har inget annat. Men hur skulle du kunna vara stilla nеr mitt ljus skеlver i din sjеl. Det mesta еr sо betydelselёst Det mesta еr sо betydelselёst. Men so finns det nogonting oerhёrt som stiger upp som ett glёdande moln pо himlen och fёrtеr allt. Dо blir allting fёrvandlat och det som nyss tycktes dig av stёrsta vеrde har inget vеrde alls fёr dig mer. Och du gоr bort genom alltings aska och еr sjеlv aska. Det mesta еr sо betydelselёst. Jag ville veta Jag ville veta men fick bara froga, jag ville ljus men fick bara brinna. Jag begerde det oerhёrda men fick bara leva. Jag beklagade mig. Men ingen fёrstod vad jag mente. Det еr vackrast nеr det skymmer Det еr vackrast nеr det skymmer. All den kоrlek himlen rymmer ligger samlad i ett dunkelt ljus ёver jorden, ёver markens hus. Allt еr ёmhet, allt еr smekt av hеnder. Herren sjelv utplenar fjеrran strеnder. Allt еr nеra, allt еr lоngt ifrоn. Allt еr givet menniskan som lоn. Allt еr mitt, och allt skall tagas frоn mig, inom kort skall allting tagas fron mig. Trеden, molnen, marken dеr jag gоr. Jag skall vandra - ensam, utan spоr. |